# Senta Jaleda
Senta Jaleda (en francès Sainte-Juliette-sur-Viaur) és un municipi francès situat al departament de l'Avairon i a la regió d'Occitània.

## Demografia
| 1962                                       | 1968 | 1975 | 1982 | 1990 | 1999 | 2007 | 2013 |
| ------------------------------------------ | ---- | ---- | ---- | ---- | ---- | ---- | ---- |
| 404                                        | 468  | 455  | 456  | 409  | 441  | 487  | 567  |
| Des de 1962: població sense dobles comptes |      |      |      |      |      |      |      |

## Administració
| Període   | Identitat          | Partit |
| --------- | ------------------ | ------ |
| 2001-2008 | François Barrière  |        |
| 2008-2014 | Véronique Recoulat |        |
| 2014-     | Simon Worou        |        |